# 上海老年大學
上海老年大学是上海市教育委员会的一個直属事业单位以及老年学校，其前身是上海老年人进修学院。 該老年學校於1985年開業，當時名為上海老年人进修学院。1986年7月更名為上海老年大学。2002年，上海老年大學正式成為事業單位。

## 外部連結
- 官方网站